# Павлівка (Сумський район)
Павлі́вка — село в Україні, у Білопільській міській громаді Сумського району Сумської області.
До 2018 було адміністративним центром Павлівської сільської ради, до якої входили села Волфине, Катеринівка, Кисла Дубина, Мирлоги, Мелячиха та Шпиль.
У селі мешкає 1231 особа. Через активні російські обстріли з села виїхала більша частина людей

## Географія
Розташовано на березі річки Павлівка (переважно — на правому), вище за течією на відстані в 1 км розташовано село Макіївка, за 1 км знаходилося зняте 2001 року з обліку с. Милове. Село витягнуте вздовж річки на 10 км. Неподалік села проходить кордон з Росією.

## Історія
Село засновано у другій половині XVII століття козаками Сумського слобідського козацького полку. За переписом Сумського полку 1691 року в Павлівці проживало 63 козаки ("козаков зажилых і оскудалых"), а також 76 "братьев і всяких свойственников і соседей" з їх дітьми. 
За даними на 1864 рік у казенній слободі Сумського повіту Харківської губернії мешкало 2283 особи (1104 чоловічої статі та 1076 — жіночої), налічувалось 297 дворових господарств, існували православна церква та винокурний завод.
За переписом 1897 року кількість мешканців зросла до 3525 осіб (1755 чоловічої статі та 1770 — жіночої), з яких 3441 — православної віри.
Станом на 1914 рік кількість мешканців села Річанської волості зросла до 4924 осіб.
Наприкінці XIX - на початку XX ст. в селі існувала громада послідовників вчення Л.Толстого, заснована князем Д.О.Хілковим, в основному - на хуторі Князєва (Князівка, Дмитрівка). Осередок толстовства (визнається сектою) в Павлівці став одним із перших та найбільших на території Слобожанщини. Л.Толстой підтримував стосунки із членами громади.
16 вересня 1901 року відбулась сутичка між мешканцями села - православними та сектантами, яка завершилась великою бійкою, внаслідок якої загинув один мешканець села, а біля 200 отримали травми. В січні 1902 року в Сумах відбувся суд над учасниками так званої «Павлівської справи». З поміж 68 звинувачених 45 чоловік було засуджено до каторги терміном до 15 років, ще четверо отримали різні терміни ув'язнення.
Село постраждало внаслідок геноциду українського народу, проведеного урядом СРСР 1923–1933 та 1946–1947 роках.
12 червня 2020 року, відповідно до розпорядження Кабінету Міністрів України № 723-р «Про визначення адміністративних центрів та затвердження територій територіальних громад Сумської області», село увійшло до складу Білопільської міської громади.
19 липня 2020 року, в результаті адміністративно-територіальної реформи та ліквідації Білопільського району, село увійшло до складу новоутвореного Сумського району.

#### Російське вторгнення в Україну (з 2022)
7 серпня 2022 року після 13 години почалися обстріли околиць села Павлівка. Зафіксовано 10 прильотів з мінометів. Пошкоджено шість житлових домогосподарств, водонапірну башту, електротрансформатор та лінію електропередач.
19 березня 2024 року село двічі потрапило під обстріл російського агресора. Обстріли велися зі ствольної артилерії, мінометів 120 і 82 мм, танків.
Зі слів Валерія Кандиби на початок квітня 2024 року в населеному пункті залишилося 168 жителів.  “У нас село приречене, бо знаходиться в зоні бойових дій. Павлівки, якщо порівнювати з початком вторгнення, було на тиждень 80-90 мінометних ударів, а наразі 800. Зараз, коли їхати по нашому селу, стоїть розбитий будинок культури, який тільки но побудували, який був кращим в області. Так само школа”.
24 травня 2024 року по селу з боку російського агресора зафіксовано 2 обстріли: 2 вибухи, ймовірно ствольна артилерія 122 мм; 2 обстріли: 4 вибухи, ймовірно скид ВОГ з БПЛа; 5 вибухів, ймовірно міномет 120 мм.
24 червня 2024 року за інформацією ОК «Північ» населений пункт зазнав обстрілів з боку російського агресора. Зафіксовано 3 вибухи, ймовірно ствольна артилерія 122 мм.
14 липня 2024 року село обстріляли російські агресори. Зафіксовано 3 вибухи, ймовірно ствольна артилерія 122 мм.
19 липня 2024 року російські війська обстріляли село. Зафіксовано 3 вибухи, ймовірно міномет 120 мм.
28 липня 2024 року село обстріляв російський агресор. Зафіксовано 8 вибухів, ймовірно ствольна артилерія 122 мм.
29 липня 2024 року населений пункт вчергове обстріляли російські війська. Зафіксовано 2 вибухи, ймовірно ФПВ-дрон. В результаті обстрілу пошкоджено будівлю сільської амбулаторії.
1 серпня 2024 року село знову обстріляв російський агресор. Зафіксовано 2 обстріли: 2 вибухи, ймовірно ФПВ-дрон; 4 обстріли: 18 вибухів, ймовірно ствольна артилерія 122 мм. В результаті обстрілу пошкоджено будівлю навчального закладу.
3 серпня 2024 року російські війська знову обстріляли село. Зафіксовано 1 вибух, ймовірно ФПВ-дрон; 2 обстріли: 7 вибухів, ймовірно ствольна артилерія 122 мм; 2 обстріли: 3 вибухи, ймовірно скид НВП з БПЛа.
4 серпня 2024 року населений пункт зазнав чергового обстрілу російськими військами. За інформацією ОК«Північ» зафіксовано 6 вибухів, ймовірно скид ВОГ з БПЛа.
7 серпня 2024 року село зазнало авіаційних, ракетних та артилерійських ударів російйським агресором.
11 серпня 2024 року село вчергове обстріляв агресор. Як повідомили в оперативному командуванні «Північ» зафіксовано 2 вибухи, ймовірно ФПВ-дрон.
14 серпня 2024 року оперативне командування «Північ» повідомило, що російський агресор обстріляв Сумську область. В селі зафіксовано 1 вибух, ймовірно КАБ. 5 вибухів, ймовірно ФПВ-дрон. 
31 серпня 2024 року внаслідок обстрілу агресором поранена цивільна людина та пошкоджений приватний будинок. 

## Економіка
- Молочно-товарна ферма;
- ТОВ «Довіра-06»

## Об'єкти соціальної сфери
- Дитячий садочок;
- Школа;
- Лікарня;
- Клуб;
- Будинок культури;
- Фельдшерсько-акушерський пункт;
- Спортивний майданчик;
- Стадіон.

## Відомі люди
- Андрусенко Ігор Юрійович  (21 січня 1988 — 14 грудня 2023) — український військовик, учасник російсько-української війни[24].
- Анісов Василь Федорович — шевченкознавець, народився у Павлівці.
- Анісов Андрій Федорович, радянський військовик, генерал-майор, народився у селі Павлівка.
- Бунін Іван Олексійович — письменник, бував у селі Павлівка.
- Хілков Дмитро Олександрович — князь, послідовник Л. М. Толстого, передав свою землю у власність селянам за символічну плату. Жив та похований в селі Павлівка.
- Ярута Олексій Михайлович (* 1926) — український лісівник.
- Ге Микола Миколайович — український та російський живописець, бував в селі Павлівка[5].
- Хрісанф Миколайович Абрікосов - особистий секретар Льва Толстого, бував у селі Павлівка[5].

## Пам'ятники
- Братська могила радянських воїнів.